# Вајнантскил (Њујорк/
Вајнантскил (Њујорк) (енгл. Wynantskill) насељено је место без административног статуса у америчкој савезној држави Њујорк.

## Демографија
По попису из 2010. године број становника је 3.276, што је 258 (8,5%) становника више него 2000. године.
| Група             | 2000.         | 2010.         |
| Белци             | 2.941 (97,4%) | 3.103 (94,7%) |
| Афроамериканци    | 16 (0,5%)     | 54 (1,6%)     |
| Азијати           | 9 (0,3%)      | 28 (0,9%)     |
| Хиспаноамериканци | 13 (0,4%)     | 49 (1,5%)     |
| Укупно            | 3.018         | 3.276         |